# Red Line (Tàu điện ngầm Dubai)
Red Line (tiếng Ả Rập: الخط الأحمر) là một trong hai tuyến tàu điện ngầm Dubai ở Dubai, Các Tiểu vương quốc Ả Rập thống nhất. Phần đầu tiên được khánh thành vào ngày 9 tháng 9 năm 2009. Việc xây dựng được hoàn thành vào ngày 28 tháng 4 năm 2010.
Tuyến Red Line chạy từ Rashidiya ở phía đông đến Jebel Ali ở phía tây và đi song song với đường Sheikh Zayed trong phần lớn chiều dài của nó. Nó có 29 ga trải rộng trên chiều dài 52,1 km, đã được mở trong các giai đoạn từ năm 2009 đến năm 2011. Tuyến này là tuyến tàu điện ngầm dài nhất thế giới sử dụng tàu không người lái, được ghi nhận bởi Sách Kỷ lục Guinness năm 2011.
Có hai trạm trung chuyển dọc theo tuyến. Red Line có kho hàng chính tại Rashidiya và một kho hàng phụ tại Sàn giao dịch UAE.

## Ngày mở cửa - Tổng quan
| Ngày                      | Trạm đã mở | Ghi chú |
| ------------------------- | --- | --- |
| Ngày 9 tháng 9 năm 2009   | Nhà ga Sân bay số 3, ga tại Trung tâm Thành phố Deira, Al Rigga, ga Union, ga BurJuman, ga Al Jafiliya, ga tại Trung tâm tài chính & trung tâm mua sắm Emirates | BurJuman ban đầu được mở ra với tên Khalid Bin Al Waleed.                                                              |
| Ngày 4 tháng 1 năm 2010   | Ga Burj Khalifa/Dubai Mall | Trùng hợp với lễ khánh thành của Burj Khalifa.                                                                         |
| Ngày 30 tháng 4 năm 2010  | Ga Emirates, Nhà ga số 1, ga ADCB, ga tại cụm tháp Emirates, ga tại thành phố Internet Dubai, ga DAMAC Properties & Ibn Battutta                                | ADCB ban đầu được khai trương với tên gọi Al Karama. Tên DAMAC ban đầu được mở với tên là Dubai Marina.                |
| Ngày 15 tháng 5 năm 2010  | Ga tại ngân hàng Noor, ga tại Trung tâm Thương mại Thế giới & GGICO                                                                                             | Ngân hàng Noor ban đầu được mở với tên Ngân hàng Hồi giáo Noor. GGICO ban đầu được khai trương với tên gọi Al Garhoud. |
| Ngày 15 tháng 10 năm 2010 | Ga tại vịnh Business, ga tại FGB, ga tại Sharaf DG, ga tại Nakheel & Jumeirah Lakes Towers                                                                      | FGB ban đầu được khai trương với tên Ngân hàng First Gulf.                                                             |
| Ngày 11 tháng 3 năm 2011  | Từ Ibn Batutta đến Sàn giao dịch UAE Ga tại sàn giao dịch UAE                                                                                                   | Sàn giao dịch UAE ban đầu được khai trương với tên là Jebel Ali.                                                       |
| Ngày 11 tháng 12 năm 2010 | Ga Danube | |
| Ngày 30 tháng 9 năm 2013  | Ga Energy | |
| Năm 2019                  | Tháp Nakheel đến Expo 2020 | |

## Số liệu thống kê
Red Line có 29 trạm, bao gồm 24 trạm trên cầu cạn, bốn trạm ngầm, và một trạm ở mặt đất. Đường dài 52,1 km, đường ngầm dài 4,7 km. Toàn bộ thời gian trên tuyến Red Line là khoảng 60 phút với tốc độ tối đa 110 km/h, với thời gian dừng 20-30 giây tại mỗi trạm. Thời gian trung bình giữa các trạm trên tuyến Red Line sẽ là 60–90 giây. RTA hoạt động 27 chuyến tàu vào giờ cao điểm buổi sáng và 29 chuyến tàu vào giờ cao điểm buổi tối với khoảng thời gian giữa các chuyến tàu kéo dài từ 6 đến 8 phút trong giai đoạn cao điểm buổi sáng và từ 5 đến 6 phút trong thời gian cao điểm buổi tối. Vào năm 2013, tàu điện ngầm tuyến Red Line đã nâng tổng số 88.888 triệu hành khách trung bình hàng ngày lên hiện tại là khoảng 243.000 người vào năm 2013, theo Cơ quan thống kê RTA. 170 xe buýt trung chuyển do RTA cung cấp cho người đi làm đến các ga trên tuyến Red Line cũng đang hoạt động kể từ ngày 15 tháng 10 năm 2010.

## Đặt tên trạm
Cơ quan Giao thông Vận tải và Đường phố Dubai (RTA) đã được hưởng lợi đáng kể từ các doanh nghiệp dọc tuyến đường của tuyến Red và Green tài trợ các trạm lân cận. Sáng kiến đặt tên cho đến nay đã tạo ra hơn 2 tỷ AED doanh thu cho RTA. Tính trung bình, mỗi trạm đã mang về 90-100 triệu AED.
Vào ngày 13 tháng 5 năm 2010, cơ quan thông báo rằng ga Al Quoz, mở cửa vào ngày 15 tháng 5, sẽ được đặt tên theo Ngân hàng Noor. Thông báo này cho biết Ngân hàng Noor đã giành được quyền đặt tên cho ga Al Quoz trong khoảng thời gian mười năm với sự hiện diện của đại diện ngân hàng tại trụ sở RTA ở Dubai.
Ngoài ra, một số trạm khác trên Red Line đã được đặt theo tên các công ty khổng lồ trong nước và quốc tế, bao gồm Emirates Airlines, GGICO, Ngân hàng Thương mại Abu Dhabi (Al Karama), Ngân hàng First Abu Dhabi, Sharaf DG, Nakheel, DAMAC Properties (Dubai Marina) và Danube (Khu công nghiệp Jebel Ali).
Vào ngày 28 tháng 6 năm 2015, ga Jebel Ali được đổi tên thành ga Sàn giao dịch UAE.
Đầu năm 2018, FGB được đổi tên thành Ngân hàng First Abu Dhabi để phản ánh sự hợp nhất giữa hai ngân hàng.

## Tiện ích mở rộng

### Tuyến 2020
Việc mở rộng tuyến Red Line đến địa điểm Expo 2020 đã được công bố vào tháng 12 năm 2015. Dự án mở rộng, có tên là "Tuyến 2020" sẽ tạo một nhánh của tuyến từ tháp Nakheel đến địa điểm Expo 2020, gần Sân bay Quốc tế Al Maktoum. Việc mở rộng 14,5 km sẽ đi qua Vườn Discovery, Công viên Dubai Investment, Al Furjan và Jumeirah Golf Estates và sẽ bao gồm 8 trạm mới trong đó có 2 ngầm. Việc thi công dự kiến sẽ hoàn thành vào năm 2019.
Ga tháp Nakheel hiện đang được xây dựng lại để sửa đổi cách bố trí đường ray trong khu vực, cho phép tàu lửa tiếp cận được tuyến tàu mới. Để tạo điều kiện thuận lợi cho việc này, Tuyến Red Line được tạm dừng vận chuyển giữa Jumeirah Lakes Towers và Ibn Battuta từ ngày 5 tháng 1 năm 2018 đến giữa năm 2019. Đường chuyển tại hai trạm này cho phép Red Line hoạt động theo 2 cách mới (tạm thời):
- Từ tháp Rashidiya đến tháp Jumeirah
- Ibn Battuta đến sàn giao dịch UAE

Xe đưa đón miễn phí thay thế giữa Jumeirah Lakes Towers và Ibn Battuta sẽ được sử dụng cho hành khách trong thời gian này.

### Mirdif
Phần mở rộng thứ hai từ Rashidiya đến Mirdif cũng được đề xuất.

## Tuyến
| Tên                                                           | Tên tiếng Ả Rập                       |
| ------------------------------------------------------------- | ------------------------------------- |
| Rashidiya                                                     | الراشدية                              |
| Emirates                                                      | طيران الإمارات                        |
| Nhà ga sân bay số 3                                           | المطار- مبنى رقم 3                    |
| Nhà ga sân bay số 1                                           | المطار- مبنى رقم 1                    |
| GGICO (trước đó tên Al Garhoud)                               | جي جي كو                              |
| Trung tâm thành phố Deira                                     | ديرة سيتي سنتر                        |
| Al Rigga                                                      | الرقة                                 |
| Union                                                         | الاتحاد                               |
| BurJuman (trước đó tên Khalid Bin Al Waleed)                  | برجمان                                |
| ADCB (trước đó tên Al Karama)                                 | بنك أبوظبي التجاري                    |
| Al Jaffliya                                                   | الجافلية                              |
| Trung tâm Thương mại Thế giới Dubai                           | المركز التجاري العالمي                |
| Cụm tháp Emirates                                             | أبراج الإمارات                        |
| Trung tâm Tài chính Quốc tế Dubai                             | المركز المالي                         |
| Burj Khalifa/Dubai Mall                                       | دبي مول / برج خليفة                   |
| Vịnh Business                                                 | الخليج التجاري                        |
| Ngân hàng Noor (trước đó tên Ngân hàng Hồi giáo Noor/Al Quoz) | نور بنك                               |
| Ngân hàng First Abu Dhabi (trước đó tên Ngân hàng First Gulf) | بنك أبوظبي الأول                      |
| Trung tâm mua sắm Emirates                                    | مول الإمارات                          |
| Sharaf DG                                                     | شرف دي جي                             |
| Dubai Internet City                                           | مدينة دبي للانترنت                    |
| Nakheel                                                       | نخيل                                  |
| DAMAC Properties (trước đó tên Dubai Marina)                  | داماك العقارية                        |
| Cụm tháp Jumeirah Lakes                                       | أبراج بحيرات جميرا                    |
| Tháp Nakheel                                                  | نخيل هاربر أند تاور                   |
| Ibn Battuta                                                   | ابن بطوطة                             |
| Energy                                                        | الطاقة                                |
| Danube (trước đó tên Khu công nghiệp Jebel Ali)               | دانوب                                 |
| Sàn giao dịch UAE (trước đó tên Jebel Ali)                    | مركز الإمارات العربية المتحدة للصرافة |